# Équipe d'Argentine de football à la Coupe du monde 2022
Cet article relate le parcours de l’équipe d'Argentine de football jusqu'à son troisième sacre lors de la Coupe du monde 2022 organisée au Qatar du 20 novembre au 18 décembre 2022.

## Qualifications
| Rang | Équipe    | Pts | J  | G  | N | P  | Bp | Bc | Diff |  | Résultats (▼ dom., ► ext.) |     |      |     |     |     |     |     |     |     |     |
| ---- | --------- | --- | -- | -- | - | -- | -- | -- | ---- |  | -------------------------- | --- | ---- | --- | --- | --- | --- | --- | --- | --- | --- |
| 1    | Brésil    | 45  | 17 | 14 | 3 | 0  | 40 | 5  | +35  |  | Brésil                     |     | SUSP | 4-1 | 2-0 | 2-0 | 1-0 | 4-0 | 4-0 | 5-0 | 1-0 |
| 2    | Argentine | 39  | 17 | 11 | 6 | 0  | 27 | 8  | +19  |  | Argentine                  | 0-0 |      | 3-0 | 1-0 | 1-0 | 1-0 | 1-1 | 1-1 | 3-0 | 3-0 |
| 3    | Uruguay   | 28  | 18 | 8  | 4 | 6  | 22 | 22 | 0    |  | Uruguay                    | 0-2 | 0-1  |     | 1-0 | 1-0 | 0-0 | 2-1 | 0-0 | 4-2 | 4-1 |
| 4    | Équateur  | 26  | 18 | 7  | 5 | 6  | 27 | 19 | +8   |  | Équateur                   | 1-1 | 1-1  | 4-2 |     | 1-2 | 6-1 | 0-0 | 2-0 | 3-0 | 1-0 |
| 5    | Pérou     | 24  | 18 | 7  | 3 | 8  | 19 | 22 | -3   |  | Pérou                      | 2-4 | 0-2  | 1-1 | 1-1 |     | 0-3 | 2-0 | 2-0 | 3-0 | 1-0 |
| 6    | Colombie  | 23  | 18 | 5  | 8 | 5  | 20 | 19 | +1   |  | Colombie                   | 0-0 | 2-2  | 0-3 | 0-0 | 0-1 |     | 3-1 | 0-0 | 3-0 | 3-0 |
| 7    | Chili     | 19  | 18 | 5  | 4 | 9  | 19 | 26 | -7   |  | Chili                      | 0-1 | 1-2  | 0-2 | 0-2 | 2-0 | 2-2 |     | 2-0 | 1-1 | 3-0 |
| 8    | Paraguay  | 16  | 18 | 3  | 7 | 8  | 12 | 26 | -14  |  | Paraguay                   | 0-2 | 0-0  | 0-1 | 3-1 | 2-2 | 1-1 | 0-1 |     | 2-2 | 2-1 |
| 9    | Bolivie   | 15  | 18 | 4  | 3 | 11 | 23 | 42 | -19  |  | Bolivie                    | 0-4 | 1-2  | 3-0 | 2-3 | 1-0 | 1-1 | 2-3 | 4-0 |     | 3-1 |
| 10   | Venezuela | 10  | 18 | 3  | 1 | 14 | 14 | 34 | -20  |  | Venezuela                  | 1-3 | 1-3  | 0-0 | 2-1 | 1-2 | 0-1 | 2-1 | 0-1 | 4-1 |     |

| 1er match                    | Argentine                  | 1 - 0   | Équateur     |                                                                      |                                                                      |
| 8 octobre 2020 21h30 (UTC-3) | Messi 13e (pen.)           | (1 - 0) |              | La Bombonera, Buenos Aires Spectateurs : 0 Arbitrage : Roberto Tobar | La Bombonera, Buenos Aires Spectateurs : 0 Arbitrage : Roberto Tobar |
| 8 octobre 2020 21h30 (UTC-3) | Paredes 21e · Otamendi 78e | Rapport | 43e Valencia | La Bombonera, Buenos Aires Spectateurs : 0 Arbitrage : Roberto Tobar | La Bombonera, Buenos Aires Spectateurs : 0 Arbitrage : Roberto Tobar |

| 2e match                      | Bolivie                                                   | 1 - 2   | Argentine                                       |                                                                       |                                                                       |
| 13 octobre 2020 16h00 (UTC-4) | Moreno 24e                                                | (1 - 1) | 45e La. Martínez · 79e Correa                   | Estadio Hernando Siles, La Paz Spectateurs : 0 Arbitrage : Diego Haro | Estadio Hernando Siles, La Paz Spectateurs : 0 Arbitrage : Diego Haro |
| 13 octobre 2020 16h00 (UTC-4) | Valverde 38e · Carrasco 60e · Torres 90+4e · Moreno 90+8e | Rapport | 16e Tagliafico · 90e Domínguez · 90+1e Palacios | Estadio Hernando Siles, La Paz Spectateurs : 0 Arbitrage : Diego Haro | Estadio Hernando Siles, La Paz Spectateurs : 0 Arbitrage : Diego Haro |

| 3e match                       | Argentine                   | 1 - 1   | Paraguay                                                    |                                                                      |                                                                      |
| 12 novembre 2020 21h00 (UTC-3) | González 41e                | (1 - 1) | 21e (pen.) Romero                                           | La Bombonera, Buenos Aires Spectateurs : 0 Arbitrage : Raphael Claus | La Bombonera, Buenos Aires Spectateurs : 0 Arbitrage : Raphael Claus |
| 12 novembre 2020 21h00 (UTC-3) | De Paul 45+1e · Montiel 78e | Rapport | 30e Romero · 47e Cardozo Lucena · 76e Pérez · 90+2e Almirón | La Bombonera, Buenos Aires Spectateurs : 0 Arbitrage : Raphael Claus | La Bombonera, Buenos Aires Spectateurs : 0 Arbitrage : Raphael Claus |

| 4e match                       | Pérou                                 | 0 - 2   | Argentine                                   |                                                                  |                                                                  |
| 17 novembre 2020 19h30 (UTC-5) |                                       | (0 - 2) | 17e González · 28e La. Martínez             | Estadio Nacional, Lima Spectateurs : 0 Arbitrage : Wilmar Roldán | Estadio Nacional, Lima Spectateurs : 0 Arbitrage : Wilmar Roldán |
| 17 novembre 2020 19h30 (UTC-5) | Aquino 29e · Trauco 34e · Gallese 79e | Rapport | 60e Otamendi · 73e Lo Celso · 90+1e Ocampos | Estadio Nacional, Lima Spectateurs : 0 Arbitrage : Wilmar Roldán | Estadio Nacional, Lima Spectateurs : 0 Arbitrage : Wilmar Roldán |

| 5e match                  | Argentine                     | 1 - 1   | Chili                      |                                                                                 |                                                                                 |
| 3 juin 2021 21h00 (UTC-3) | 24e (pen.) Messi              | (1 - 1) | 36e Sánchez                | Stade Ciudad de La Plata, La Plata Spectateurs : 0 Arbitrage : Jesús Valenzuela | Stade Ciudad de La Plata, La Plata Spectateurs : 0 Arbitrage : Jesús Valenzuela |
| 3 juin 2021 21h00 (UTC-3) | Lu. Martínez 43e · Romero 52e | Rapport | 2e Galdames · 68e Aranguiz | Stade Ciudad de La Plata, La Plata Spectateurs : 0 Arbitrage : Jesús Valenzuela | Stade Ciudad de La Plata, La Plata Spectateurs : 0 Arbitrage : Jesús Valenzuela |

| 6e match          | Colombie                                                         | 2 - 2   | Argentine                                                |                                                                                              |                                                                                              |
| 8 juin 2021 18h00 | Muriel 51e (pen.) · Borja 90+4e                                  | (0 - 2) | 3e Romero · 8e Paredes                                   | Stade Metropolitano Roberto Meléndez, Barranquilla Spectateurs : 0 Arbitrage : Roberto Tobar | Stade Metropolitano Roberto Meléndez, Barranquilla Spectateurs : 0 Arbitrage : Roberto Tobar |
| 8 juin 2021 18h00 | Mina 34e · Zapata 45+3e · Medina 47e · Tesillo 57e · Borja 90+1e | Rapport | 45+9e Romero · 49e Otamendi · 62e Paredes · 79e Pezzella | Stade Metropolitano Roberto Meléndez, Barranquilla Spectateurs : 0 Arbitrage : Roberto Tobar | Stade Metropolitano Roberto Meléndez, Barranquilla Spectateurs : 0 Arbitrage : Roberto Tobar |

| 7e match                       | Venezuela                                   | 1 - 3   | Argentine                                                  |                                                                           |                                                                           |
| 2 septembre 2021 20h00 (UTC-4) | Soteldo 90+4e (pen.)                        | (0 - 1) | 45+2e La. Martínez · 71e Joaquín Correa · 74e Ángel Correa | Estadio Olímpico, Caracas Spectateurs : 6 000 Arbitrage : Leodán González | Estadio Olímpico, Caracas Spectateurs : 6 000 Arbitrage : Leodán González |
| 2 septembre 2021 20h00 (UTC-4) | A. Martínez 32e · Soteldo 45e · Hurtado 79e | Rapport |                                                            | Estadio Olímpico, Caracas Spectateurs : 6 000 Arbitrage : Leodán González | Estadio Olímpico, Caracas Spectateurs : 6 000 Arbitrage : Leodán González |

| 8e match                  | Brésil  | Match annulé | Argentine |             |             |
| 22 septembre 2022 (UTC-3) |         |              |           | Arbitrage : | Arbitrage : |
| 22 septembre 2022 (UTC-3) | Rapport |              |           | Arbitrage : | Arbitrage : |

| 9e match                       | Argentine         | 3 - 0   | Bolivie                                | | |
| 9 septembre 2021 20h30 (UTC-3) | Messi 14e 64e 88e | (1 - 0) |                                        | Stade Monumental Antonio Vespucio Liberti, Buenos Aires Spectateurs : 17 000 Arbitrage : Kevin Ortega | Stade Monumental Antonio Vespucio Liberti, Buenos Aires Spectateurs : 17 000 Arbitrage : Kevin Ortega |
| 9 septembre 2021 20h30 (UTC-3) |                   | Rapport | 23e Haquin · 31e Villarroel · 79e Vaca | Stade Monumental Antonio Vespucio Liberti, Buenos Aires Spectateurs : 17 000 Arbitrage : Kevin Ortega | Stade Monumental Antonio Vespucio Liberti, Buenos Aires Spectateurs : 17 000 Arbitrage : Kevin Ortega |

| 10e match                    | Paraguay                    | 0 - 0   | Argentine |                                                                                          |                                                                                          |
| 7 octobre 2021 19h00 (UTC-4) |                             | (0 - 0) |           | Estadio Defensores del Chaco, Asunción Spectateurs : 34 000 Arbitrage : Anderson Daronco | Estadio Defensores del Chaco, Asunción Spectateurs : 34 000 Arbitrage : Anderson Daronco |
| 7 octobre 2021 19h00 (UTC-4) | Villasanti 21e · Alonso 65e | Rapport |           | Estadio Defensores del Chaco, Asunción Spectateurs : 34 000 Arbitrage : Anderson Daronco | Estadio Defensores del Chaco, Asunción Spectateurs : 34 000 Arbitrage : Anderson Daronco |

| 11e match                     | Argentine                                  | 3 - 0   | Uruguay | | |
| 10 octobre 2021 20h30 (UTC-3) | Messi 38e · De Paul 44e · La. Martínez 62e | (2 - 0) |         | Stade Monumental Antonio Vespucio Liberti, Buenos Aires Spectateurs : 35 000 Arbitrage : Roberto Tobar | Stade Monumental Antonio Vespucio Liberti, Buenos Aires Spectateurs : 35 000 Arbitrage : Roberto Tobar |
| 10 octobre 2021 20h30 (UTC-3) | Rapport                                    |         |         | Stade Monumental Antonio Vespucio Liberti, Buenos Aires Spectateurs : 35 000 Arbitrage : Roberto Tobar | Stade Monumental Antonio Vespucio Liberti, Buenos Aires Spectateurs : 35 000 Arbitrage : Roberto Tobar |

| 12e match                     | Argentine        | 1 - 0   | Pérou                    | | |
| 14 octobre 2021 20h30 (UTC-3) | La. Martínez 43e | (1 - 0) |                          | Stade Monumental Antonio Vespucio Liberti, Buenos Aires Spectateurs : 36 000 Arbitrage : Wilton Sampaio | Stade Monumental Antonio Vespucio Liberti, Buenos Aires Spectateurs : 36 000 Arbitrage : Wilton Sampaio |
| 14 octobre 2021 20h30 (UTC-3) |                  | Rapport | 41e Yotún · 45+2e García | Stade Monumental Antonio Vespucio Liberti, Buenos Aires Spectateurs : 36 000 Arbitrage : Wilton Sampaio | Stade Monumental Antonio Vespucio Liberti, Buenos Aires Spectateurs : 36 000 Arbitrage : Wilton Sampaio |

| 13e match                          | Uruguay     | 0 - 1   | Argentine   |                                                                                       |                                                                                       |
| 12 novembre 2021 20h00 (UTC−03:00) |             | (0 - 1) | 7e Di María | Estadio Campeón del Siglo, Montevideo Spectateurs : 30 000 Arbitrage : Alexis Herrera | Estadio Campeón del Siglo, Montevideo Spectateurs : 30 000 Arbitrage : Alexis Herrera |
| 12 novembre 2021 20h00 (UTC−03:00) | Cáceres 48e | Rapport | 18e Dybala  | Estadio Campeón del Siglo, Montevideo Spectateurs : 30 000 Arbitrage : Alexis Herrera | Estadio Campeón del Siglo, Montevideo Spectateurs : 30 000 Arbitrage : Alexis Herrera |

| 14e match                          | Argentine                                             | 0 - 0   | Brésil                                 |                                                                               |                                                                               |
| 16 novembre 2021 20h30 (UTC−03:00) |                                                       | (0 - 0) |                                        | Stade du bicentenaire, San Juan Spectateurs : 25 000 Arbitrage : Andrés Cunha | Stade du bicentenaire, San Juan Spectateurs : 25 000 Arbitrage : Andrés Cunha |
| 16 novembre 2021 20h30 (UTC−03:00) | Paredes 45+1e · Romero 50e · Pezzella 59e · Acuña 75e | Rapport | 45e Paquetá · 73e Fabinho · 76e Antony | Stade du bicentenaire, San Juan Spectateurs : 25 000 Arbitrage : Andrés Cunha | Stade du bicentenaire, San Juan Spectateurs : 25 000 Arbitrage : Andrés Cunha |

| 15e match                     | Chili                                                               | 1 - 2   | Argentine                                                   |                                                                                      |                                                                                      |
| 27 janvier 2022 21h15 (UTC-3) | Brereton 21e                                                        | (1 - 2) | 10e Di María · 34e La. Martínez                             | Estadio Zorros del Desierto, Calama Spectateurs : 8 800 Arbitrage : Anderson Daronco | Estadio Zorros del Desierto, Calama Spectateurs : 8 800 Arbitrage : Anderson Daronco |
| 27 janvier 2022 21h15 (UTC-3) | Vegas 26e · Maripán 69e · Pulgar 76e · Sánchez 79e · Montecinos 89e | Rapport | 39e Otamendi · 54e De Paul · 72e Paredes · 90+5e Tagliafico | Estadio Zorros del Desierto, Calama Spectateurs : 8 800 Arbitrage : Anderson Daronco | Estadio Zorros del Desierto, Calama Spectateurs : 8 800 Arbitrage : Anderson Daronco |

| 16e match                      | Argentine               | 1 - 0   | Colombie                                |                                                                                      |                                                                                      |
| 1er février 2022 20h30 (UTC-3) | La. Martínez 29e        | (1 - 0) |                                         | Estadio Mario Alberto Kempes, Córdoba Spectateurs : 50 000 Arbitrage : Raphael Claus | Estadio Mario Alberto Kempes, Córdoba Spectateurs : 50 000 Arbitrage : Raphael Claus |
| 1er février 2022 20h30 (UTC-3) | Acuña 44e · Montiel 58e | Rapport | 76e Suárez · 90e Sánchez · 90+3e Vargas | Estadio Mario Alberto Kempes, Córdoba Spectateurs : 50 000 Arbitrage : Raphael Claus | Estadio Mario Alberto Kempes, Córdoba Spectateurs : 50 000 Arbitrage : Raphael Claus |

| 17e match                  | Argentine                               | 3 - 0   | Venezuela                                                |                                                             |                                                             |
| 25 mars 2022 20h30 (UTC-3) | González 35e · Di María 79e · Messi 82e | (1 - 0) |                                                          | Estadio La Bombonera, Buenos Aires Arbitrage : Kevin Ortega | Estadio La Bombonera, Buenos Aires Arbitrage : Kevin Ortega |
| 25 mars 2022 20h30 (UTC-3) |                                         | Rapport | 12e Navarro · 67e Chancellor · 69e Herrera · 71e Rosales | Estadio La Bombonera, Buenos Aires Arbitrage : Kevin Ortega | Estadio La Bombonera, Buenos Aires Arbitrage : Kevin Ortega |

| 18e match                  | Équateur                                                                | 1 - 1   | Argentine                                          |                                                         |                                                         |
| 29 mars 2022 18h30 (UTC-5) | Valencia 90+3e                                                          | (0 - 1) | 24e Álvarez                                        | Estadio Monumental, Guayaquil Arbitrage : Raphael Claus | Estadio Monumental, Guayaquil Arbitrage : Raphael Claus |
| 29 mars 2022 18h30 (UTC-5) | Castillo 37e · M. Caicedo 49e · Franco 56e · Estrada 68e · Hincapié 80e | Rapport | 18e Mac Allister · 68e Otamendi · 90+1e Tagliafico | Estadio Monumental, Guayaquil Arbitrage : Raphael Claus | Estadio Monumental, Guayaquil Arbitrage : Raphael Claus |

## Préparation

### Matchs de préparation à la Coupe du monde
Liste détaillée des matches de l'Argentine depuis sa qualification à la Coupe du monde :

#### Finalissima
| 1er juin 2022 | Italie                                     | 0 - 3   | Argentine                                        |                                                                       |                                                                       |
| 19h45 (UTC+1) |                                            | (0 - 2) | 28e La. Martínez · 45+1e Di María · 90+4e Dybala | Stade de Wembley, Londres Spectateurs : 87 112 Arbitrage : Piero Maza | Stade de Wembley, Londres Spectateurs : 87 112 Arbitrage : Piero Maza |
| 19h45 (UTC+1) | Bonucci 39e · Di Lorenzo 72e · Barella 77e | Rapport | 22e Otamendi                                     | Stade de Wembley, Londres Spectateurs : 87 112 Arbitrage : Piero Maza | Stade de Wembley, Londres Spectateurs : 87 112 Arbitrage : Piero Maza |

#### Match amicaux
| 1er match                 | Argentine       | 5 - 0   | Estonie |                                                                         |                                                                         |
| 5 juin 2022 20h00 (UTC+2) | Messi 8e (pen.) | (2 - 0) |         | Stade El Sadar, Pampelune Spectateurs : 18 332 Arbitrage : Urs Schnyder | Stade El Sadar, Pampelune Spectateurs : 18 332 Arbitrage : Urs Schnyder |
| 5 juin 2022 20h00 (UTC+2) | Rapport         |         |         | Stade El Sadar, Pampelune Spectateurs : 18 332 Arbitrage : Urs Schnyder | Stade El Sadar, Pampelune Spectateurs : 18 332 Arbitrage : Urs Schnyder |

| 2e match                        | Argentine                                 | 3 - 0   | Honduras |                                                                          |                                                                          |
| 23 septembre 2022 22h00 (UTC-5) | La. Martínez 16e · Messi 45+2e (pen.) 69e | (2 - 0) |          | Hard Rock Stadium, Miami Spectateurs : 64 420 Arbitrage : Rubiel Vázquez | Hard Rock Stadium, Miami Spectateurs : 64 420 Arbitrage : Rubiel Vázquez |
| 23 septembre 2022 22h00 (UTC-5) | Rapport                                   |         |          | Hard Rock Stadium, Miami Spectateurs : 64 420 Arbitrage : Rubiel Vázquez | Hard Rock Stadium, Miami Spectateurs : 64 420 Arbitrage : Rubiel Vázquez |

| 3e match                        | Jamaïque | 0 - 3   | Argentine                   |                                                       |                                                       |
| 28 septembre 2022 22h00 (UTC-5) |          | (0 - 1) | 13e Álvarez · 86e 89e Messi | Red Bull Arena, Harrison Arbitrage : Marco Ortiz Nava | Red Bull Arena, Harrison Arbitrage : Marco Ortiz Nava |
| 28 septembre 2022 22h00 (UTC-5) | Rapport  |         |                             | Red Bull Arena, Harrison Arbitrage : Marco Ortiz Nava | Red Bull Arena, Harrison Arbitrage : Marco Ortiz Nava |

| 4e match                 | Émirats arabes unis | 0 - 5   | Argentine                                               |                                                                     |                                                                     |
| 16 novembre 2022 (UTC+4) |                     | (0 - 4) | 17e Álvarez · 25e 36e Di María · 44e Messi · 60e Correa | Stade Mohammed-Bin-Zayed, Abou Dabi Arbitrage : Ibrahim Nour El Din | Stade Mohammed-Bin-Zayed, Abou Dabi Arbitrage : Ibrahim Nour El Din |
| 16 novembre 2022 (UTC+4) | Rapport             |         |                                                         | Stade Mohammed-Bin-Zayed, Abou Dabi Arbitrage : Ibrahim Nour El Din | Stade Mohammed-Bin-Zayed, Abou Dabi Arbitrage : Ibrahim Nour El Din |

## Effectif
L'effectif de l'Argentine, est dévoilé le 11 novembre 2022.
| Numéro / Nom       | Numéro / Nom        | Club                   | Date de naissance et âge* | J.              | Buts            |                 |                 |                 |
| Gardiens de but    | Gardiens de but     | Gardiens de but        | Gardiens de but           | Gardiens de but | Gardiens de but | Gardiens de but | Gardiens de but | Gardiens de but |
| ------------------ | ------------------- | ---------------------- | ------------------------- | --------------- | --------------- | --------------- | --------------- | --------------- |
| 1                  | Franco Armani       | River Plate            | 16 octobre 1986 (36 ans)  | 0               | 0               | 0               | 0               | 0               |
| 12                 | Gerónimo Rulli      | Villarreal CF          | 20 mai 1992 (30 ans)      | 0               | 0               | 0               | 0               | 0               |
| 23                 | Emiliano Martínez   | Aston Villa            | 2 septembre 1992 (30 ans) | 7               | 0               | 1               | 0               | 0               |
| Défenseurs         |                     |                        |                           |                 |                 |                 |                 |                 |
| 2                  | Juan Foyth          | Villarreal CF          | 12 janvier 1998 (24 ans)  | 1               | 0               | 0               | 0               | 0               |
| 3                  | Nicolás Tagliafico  | Olympique lyonnais     | 31 août 1992 (30 ans)     | 6               | 0               | 0               | 0               | 0               |
| 4                  | Gonzalo Montiel     | Séville FC             | 1er janvier 1997 (25 ans) | 4               | 0               | 3               | 0               | 0               |
| 6                  | Germán Pezzella     | Real Betis Balompié    | 27 juin 1991 (31 ans)     | 3               | 0               | 1               | 0               | 0               |
| 8                  | Marcos Acuña        | Séville FC             | 28 octobre 1991 (31 ans)  | 6               | 0               | 3               | 0               | 0               |
| 13                 | Cristian Romero     | Tottenham Hotspur      | 27 avril 1998 (24 ans)    | 7               | 0               | 2               | 0               | 0               |
| 19                 | Nicolás Otamendi    | SL Benfica             | 12 février 1988 (34 ans)  | 7               | 0               | 2               | 0               | 0               |
| 25                 | Lisandro Martínez   | Manchester United      | 18 janvier 1998 (24 ans)  | 5               | 0               | 1               | 0               | 0               |
| 26                 | Nahuel Molina       | Atlético de Madrid     | 6 avril 1998 (24 ans)     | 7               | 1               | 0               | 0               | 0               |
| Milieux de terrain |                     |                        |                           |                 |                 |                 |                 |                 |
| 5                  | Leandro Paredes     | Juventus FC            | 29 juin 1994 (28 ans)     | 5               | 0               | 2               | 0               | 0               |
| 7                  | Rodrigo De Paul     | Atlético de Madrid     | 24 mai 1994 (28 ans)      | 7               | 0               | 0               | 0               | 0               |
| 14                 | Exequiel Palacios   | Bayer Leverkusen       | 5 octobre 1998 (24 ans)   | 3               | 0               | 0               | 0               | 0               |
| 16                 | Thiago Almada       | Atlanta United         | 26 avril 2001 (21 ans)    | 1               | 0               | 0               | 0               | 0               |
| 17                 | Papu Gómez          | Séville FC             | 15 février 1988 (34 ans)  | 2               | 0               | 0               | 0               | 0               |
| 18                 | Guido Rodríguez     | Real Betis Balompié    | 12 avril 1994 (28 ans)    | 1               | 0               | 0               | 0               | 0               |
| 20                 | Alexis Mac Allister | Brighton & Hove Albion | 24 décembre 1998 (23 ans) | 6               | 1               | 0               | 0               | 0               |
| 24                 | Enzo Fernández      | SL Benfica             | 17 janvier 2001 (21 ans)  | 7               | 1               | 1               | 0               | 0               |
| Attaquants         |                     |                        |                           |                 |                 |                 |                 |                 |
| 9                  | Julián Álvarez      | Manchester City        | 31 janvier 2000 (22 ans)  | 7               | 4               | 0               | 0               | 0               |
| 10                 | Lionel Messi        | Paris Saint-Germain    | 24 juin 1987 (35 ans)     | 7               | 7               | 1               | 0               | 0               |
| 11                 | Ángel Di María      | Juventus FC            | 14 février 1988 (34 ans)  | 5               | 1               | 0               | 0               | 0               |
| 15                 | Angel Correa        | Atlético de Madrid     | 9 mars 1995 (27 ans)      | 1               | 0               | 0               | 0               | 0               |
| 21                 | Paulo Dybala        | AS Rome                | 15 novembre 1993 (29 ans) | 2               | 0               | 0               | 0               | 0               |
| 22                 | Lautaro Martínez    | Inter Milan            | 22 août 1997 (25 ans)     | 6               | 0               | 0               | 0               | 0               |
| Sélectionneur      |                     |                        |                           |                 |                 |                 |                 |                 |
|                    | Lionel Scaloni      |                        | 16 mai 1978 (44 ans)      |                 |                 |                 |                 |                 |

* NB : Les âges sont calculés au début de la Coupe du monde 2022, le 20 novembre 2022.

## Compétition

### Format et tirage au sort
Le tirage au sort de la Coupe du monde a lieu le vendredi 1er avril 2022 au Centre des expositions à Doha. C’est le classement de mars qui est pris en compte, la sélection se classe 4e du classement FIFA, et est placée dans le chapeau 1.

### Premier tour - Groupe C
|   | Équipe          | Pts | J | G | N | P | Bp | Bc | Diff |
| 1 | Argentine       | 6   | 3 | 2 | 0 | 1 | 5  | 2  | +3   |
| 2 | Pologne         | 4   | 3 | 1 | 1 | 1 | 2  | 2  | 0    |
| 3 | Mexique         | 4   | 3 | 1 | 1 | 1 | 2  | 3  | -1   |
| 4 | Arabie saoudite | 3   | 3 | 1 | 0 | 2 | 3  | 5  | -2   |

| 8  | 22 novembre 2022 | Argentine       | 1 - 2 | Arabie saoudite |
| 7  | 22 novembre 2022 | Mexique         | 0 - 0 | Pologne         |
| 22 | 26 novembre 2022 | Pologne         | 2 - 0 | Arabie saoudite |
| 24 | 26 novembre 2022 | Argentine       | 2 - 0 | Mexique         |
| 39 | 30 novembre 2022 | Pologne         | 0 - 2 | Argentine       |
| 40 | 30 novembre 2022 | Arabie saoudite | 1 - 2 | Mexique         |

#### Argentine - Arabie saoudite
| Match 8                                                      | Argentine        | 1 - 2   | Arabie saoudite                               | Stade de Lusail, Lusail                                                       |                                                                               |
| 22 novembre 2022 · 13:00 (UTC+3) · Historique des rencontres | Messi 10e (pen.) | (1 - 0) | 48e Al-Shehri (Al-Buraikan ) · 53e Al-Dawsari | Spectateurs : 88 012 Arbitrage : Slavko Vinčić Arbitre vidéo : Pol van Boekel | Spectateurs : 88 012 Arbitrage : Slavko Vinčić Arbitre vidéo : Pol van Boekel |
| 22 novembre 2022 · 13:00 (UTC+3) · Historique des rencontres | Rapport          |         |                                               | Spectateurs : 88 012 Arbitrage : Slavko Vinčić Arbitre vidéo : Pol van Boekel | Spectateurs : 88 012 Arbitrage : Slavko Vinčić Arbitre vidéo : Pol van Boekel |

| Argentine | Arabie saoudite |

| ARGENTINE :     |    |                    |     |
|                 |    |                    |     |
| Gardien de but  | 23 | Emiliano Martínez  |     |
|                 | 03 | Nicolás Tagliafico | 71e |
|                 | 19 | Nicolás Otamendi   |     |
|                 | 13 | Cristian Romero    | 59e |
|                 | 26 | Nahuel Molina      |     |
|                 | 05 | Leandro Paredes    | 59e |
|                 | 07 | Rodrigo De Paul    |     |
|                 | 17 | Papu Gómez         | 59e |
|                 | 10 | Lionel Messi       |     |
|                 | 11 | Ángel Di María     |     |
|                 | 22 | Lautaro Martínez   |     |
| Remplaçants :   |    |                    |     |
|                 | 25 | Lisandro Martínez  | 59e |
|                 | 09 | Julián Álvarez     | 59e |
|                 | 24 | Enzo Fernández     | 59e |
|                 | 08 | Marcos Acuña       | 71e |
| Sélectionneur : |    |                    |     |
| Lionel Scaloni  |    |                    |     |

| ARABIE SAOUDITE : |    |                     |       |       |     |
|                   |    |                     |       |       |     |
| Gardien de but    | 21 | Mohammed Al-Owais   | 90+2e |       |     |
|                   | 13 | Yasser Al-Shahrani  |       | 90+9e |     |
|                   | 05 | Ali Al-Bulaihi      | 75e   |       |     |
|                   | 17 | Hassan Al-Tambakti  |       |       |     |
|                   | 12 | Saud Abdulhamid     | 82e   |       |     |
|                   | 10 | Salem Al-Dawsari    | 79e   |       |     |
|                   | 08 | Abdulellah Al-Malki | 67e   |       |     |
|                   | 23 | Mohamed Kanno       |       |       |     |
|                   | 11 | Saleh Al-Shehri     |       | 78e   |     |
|                   | 07 | Salman Al-Faraj     |       | 45+4e |     |
|                   | 09 | Firas Al-Buraikan   |       | 89e   |     |
| Remplaçants :     |    |                     |       |       |     |
|                   | 18 | Nawaf al-Abed       | 88e   | 45+4e | 89e |
|                   | 02 | Sultan Al-Ghannam   |       | 78e   |     |
|                   | 04 | Abdulelah Al-Amri   |       | 89e   |     |
|                   | 25 | Haitham Asiri       |       |       | 89e |
|                   | 06 | Mohammed Al-Breik   |       | 90+9e |     |
| Sélectionneur :   |    |                     |       |       |     |
| Hervé Renard      |    |                     |       |       |     |

| Assistants : Tomaž Klančnik Andraž Kovačič Quatrième arbitre : Maguette Ndiaye Assistants arbitre vidéo : Bastian Dankert Abdelhak Etchiali Ricardo de Burgos Bengoetxea Homme du Match : Mohammed Al-Owais |

#### Argentine - Mexique
| Match 24                                                     | Argentine                                      | 2 - 0   | Mexique | Stade de Lusail, Lusail                                                             |                                                                                     |
| 26 novembre 2022 · 22:00 (UTC+3) · Historique des rencontres | ( Di María) Messi 64e · ( Messi) Fernández 87e | (0 - 0) |         | Spectateurs : 88 966 Arbitrage : Daniele Orsato Arbitre vidéo : Massimiliano Irrati | Spectateurs : 88 966 Arbitrage : Daniele Orsato Arbitre vidéo : Massimiliano Irrati |
| 26 novembre 2022 · 22:00 (UTC+3) · Historique des rencontres | Rapport                                        |         |         | Spectateurs : 88 966 Arbitrage : Daniele Orsato Arbitre vidéo : Massimiliano Irrati | Spectateurs : 88 966 Arbitrage : Daniele Orsato Arbitre vidéo : Massimiliano Irrati |

| Argentine | Mexique |

| ARGENTINE :     |    |                     |     |     |
|                 |    |                     |     |     |
| Gardien de but  | 23 | Emiliano Martínez   |     |     |
|                 | 08 | Marcos Acuña        |     |     |
|                 | 25 | Lisandro Martínez   |     |     |
|                 | 19 | Nicolás Otamendi    |     |     |
|                 | 04 | Gonzalo Montiel     | 43e | 63e |
|                 | 20 | Alexis Mac Allister |     | 69e |
|                 | 18 | Guido Rodríguez     |     | 57e |
|                 | 07 | Rodrigo De Paul     |     |     |
|                 | 11 | Ángel Di María      |     | 69e |
|                 | 22 | Lautaro Martínez    |     | 63e |
|                 | 10 | Lionel Messi        |     |     |
| Remplaçants :   |    |                     |     |     |
|                 | 24 | Enzo Fernández      |     | 57e |
|                 | 09 | Julián Álvarez      |     | 63e |
|                 | 26 | Nahuel Molina       |     | 63e |
|                 | 14 | Exequiel Palacios   |     | 69e |
|                 | 13 | Cristian Romero     |     | 69e |
| Sélectionneur : |    |                     |     |     |
| Lionel Scaloni  |    |                     |     |     |

| MEXIQUE :       |    |                  |     |     |
|                 |    |                  |     |     |
| Gardien de but  | 13 | Guillermo Ochoa  |     |     |
|                 | 23 | Jesús Gallardo   |     |     |
|                 | 15 | Héctor Moreno    |     |     |
|                 | 03 | César Montes     |     |     |
|                 | 02 | Néstor Araujo    | 22e |     |
|                 | 26 | Kevin Álvarez    |     | 66e |
|                 | 24 | Luis Chávez      |     |     |
|                 | 18 | Andrés Guardado  |     | 42e |
|                 | 16 | Héctor Herrera   | 66e |     |
|                 | 10 | Alexis Vega      |     | 66e |
|                 | 22 | Hirving Lozano   |     | 73e |
| Remplaçants :   |    |                  |     |     |
|                 | 14 | Érick Gutiérrez  | 50e | 42e |
|                 | 21 | Uriel Antuna     |     | 66e |
|                 | 09 | Raúl Jiménez     |     | 66e |
|                 | 25 | Roberto Alvarado | 89e | 73e |
| Sélectionneur : |    |                  |     |     |
| Gerardo Martino |    |                  |     |     |

| Assistants : Ciro Carbone Alessandro Giallatini Quatrième arbitre : István Kovács Assistants arbitre vidéo : Paolo Valeri Roberto Díaz Pérez del Palomar Jérôme Brisard Homme du Match : Lionel Messi |

#### Pologne - Argentine
| Match 39                                                     | Pologne | 0 - 2   | Argentine                                             | Stade 974, Doha                                                                |                                                                                |
| 30 novembre 2022 · 22:00 (UTC+3) · Historique des rencontres |         | (0 - 0) | 46e Mac Allister (Molina ) · 67e Álvarez (Fernández ) | Spectateurs : 44 089 Arbitrage : Danny Makkelie Arbitre vidéo : Pol van Boekel | Spectateurs : 44 089 Arbitrage : Danny Makkelie Arbitre vidéo : Pol van Boekel |
| 30 novembre 2022 · 22:00 (UTC+3) · Historique des rencontres | Rapport |         |                                                       | Spectateurs : 44 089 Arbitrage : Danny Makkelie Arbitre vidéo : Pol van Boekel | Spectateurs : 44 089 Arbitrage : Danny Makkelie Arbitre vidéo : Pol van Boekel |

| Pologne | Argentine |

| POLOGNE :           |    |                       |     |     |
|                     |    |                       |     |     |
| Gardien de but      | 01 | Wojciech Szczęsny     |     |     |
|                     | 18 | Bartosz Bereszyński   |     | 72e |
|                     | 14 | Jakub Kiwior          |     |     |
|                     | 15 | Kamil Glik            |     |     |
|                     | 02 | Matty Cash            |     |     |
|                     | 10 | Grzegorz Krychowiak   | 78e | 83e |
|                     | 06 | Krystian Bielik       |     | 62e |
|                     | 24 | Przemysław Frankowski |     | 46e |
|                     | 16 | Karol Świderski       |     | 46e |
|                     | 20 | Piotr Zieliński       |     |     |
|                     | 09 | Robert Lewandowski    |     |     |
| Remplaçants :       |    |                       |     |     |
|                     | 26 | Michał Skóraś         |     | 46e |
|                     | 13 | Jakub Kamiński        |     | 46e |
|                     | 19 | Sebastian Szymański   |     | 62e |
|                     | 03 | Artur Jędrzejczyk     |     | 72e |
|                     | 23 | Krzysztof Piątek      |     | 83e |
| Sélectionneur :     |    |                       |     |     |
| Czesław Michniewicz |    |                       |     |     |

| ARGENTINE :     |    |                     |     |     |
|                 |    |                     |     |     |
| Gardien de but  | 23 | Emiliano Martínez   |     |     |
|                 | 08 | Marcos Acuña        | 49e | 59e |
|                 | 19 | Nicolás Otamendi    |     |     |
|                 | 13 | Cristian Romero     |     |     |
|                 | 26 | Nahuel Molina       |     |     |
|                 | 24 | Enzo Fernández      |     | 79e |
|                 | 07 | Rodrigo De Paul     |     |     |
|                 | 20 | Alexis Mac Allister |     | 83e |
|                 | 09 | Julián Álvarez      |     | 79e |
|                 | 10 | Lionel Messi        |     |     |
|                 | 11 | Ángel Di María      |     | 59e |
| Remplaçants :   |    |                     |     |     |
|                 | 05 | Leandro Paredes     |     | 59e |
|                 | 03 | Nicolás Tagliafico  |     | 59e |
|                 | 06 | Germán Pezzella     |     | 79e |
|                 | 22 | Lautaro Martínez    |     | 79e |
|                 | 16 | Thiago Almada       |     | 83e |
| Sélectionneur : |    |                     |     |     |
| Lionel Scaloni  |    |                     |     |     |

| Assistants : Hessel Steegstra Jan de Vries Quatrième arbitre : Said Martínez Assistants arbitre vidéo : Bastian Dankert Kathryn Nesbitt Juan Soto Homme du Match : Alexis Mac Allister |

### Huitième de finale

#### Argentine - Australie
| Match 50                      | Argentine                           | 2 - 1   | Australie           | Stade Ahmad-ben-Ali, Al Rayyan                                                       |                                                                                      |
| 3 décembre 2022 22h00 (UTC+3) | ( Otamendi) Messi 35e · Álvarez 57e | (1 - 0) | 77e (csc) Fernández | Spectateurs : 45 032 Arbitrage : Szymon Marciniak Arbitre vidéo : Tomasz Kwiatkowski | Spectateurs : 45 032 Arbitrage : Szymon Marciniak Arbitre vidéo : Tomasz Kwiatkowski |
| 3 décembre 2022 22h00 (UTC+3) | Rapport                             |         |                     | Spectateurs : 45 032 Arbitrage : Szymon Marciniak Arbitre vidéo : Tomasz Kwiatkowski | Spectateurs : 45 032 Arbitrage : Szymon Marciniak Arbitre vidéo : Tomasz Kwiatkowski |

| Argentine | Australie |

| ARGENTINE :     |    |                     |  |     |
|                 |    |                     |  |     |
| Gardien de but  | 23 | Emiliano Martínez   |  |     |
|                 | 08 | Marcos Acuña        |  | 71e |
|                 | 19 | Nicolás Otamendi    |  |     |
|                 | 13 | Cristian Romero     |  |     |
|                 | 26 | Nahuel Molina       |  | 80e |
|                 | 24 | Enzo Fernández      |  |     |
|                 | 20 | Alexis Mac Allister |  | 80e |
|                 | 07 | Rodrigo De Paul     |  |     |
|                 | 09 | Julián Álvarez      |  | 71e |
|                 | 10 | Lionel Messi        |  |     |
|                 | 17 | Papu Gómez          |  | 50e |
| Remplaçants :   |    |                     |  |     |
|                 | 25 | Lisandro Martínez   |  | 50e |
|                 | 22 | Lautaro Martínez    |  | 71e |
|                 | 03 | Nicolás Tagliafico  |  | 71e |
|                 | 14 | Exequiel Palacios   |  | 80e |
|                 | 04 | Gonzalo Montiel     |  | 80e |
| Sélectionneur : |    |                     |  |     |
| Lionel Scaloni  |    |                     |  |     |

| AUSTRALIE :     |    |                |     |     |
|                 |    |                |     |     |
| Gardien de but  | 01 | Mathew Ryan    |     |     |
|                 | 16 | Aziz Behich    |     |     |
|                 | 04 | Kye Rowles     |     |     |
|                 | 19 | Harry Souttar  |     |     |
|                 | 02 | Miloš Degenek  | 38e | 71e |
|                 | 26 | Keanu Baccus   |     | 58e |
|                 | 22 | Jackson Irvine | 15e |     |
|                 | 13 | Aaron Mooy     |     |     |
|                 | 07 | Mathew Leckie  |     | 71e |
|                 | 15 | Mitchell Duke  |     | 71e |
|                 | 14 | Riley McGree   |     | 58e |
| Remplaçants :   |    |                |     |     |
|                 | 10 | Ajdin Hrustic  |     | 58e |
|                 | 23 | Craig Goodwin  |     | 58e |
|                 | 21 | Garang Kuol    |     | 71e |
|                 | 05 | Fran Karačić   |     | 71e |
|                 | 09 | Jamie Maclaren |     | 71e |
| Sélectionneur : |    |                |     |     |
| Graham Arnold   |    |                |     |     |

| Assistants : Paweł Sokolnicki Tomasz Listkiewicz Quatrième arbitre : Mario Escobar Assistants arbitre vidéo : Marco Fritz Alessandro Giallatini Benoît Millot Homme du Match : Lionel Messi |

### Quart de finale

#### Pays-Bas - Argentine
| Match 58                      | Pays-Bas                                                  | 2 - 2 a. p.           | Argentine                                            | Stade de Lusail, Lusail                                                                  |                                                                                          |
| 9 décembre 2022 22h00 (UTC+3) | ( Berghuis) Weghorst 83e · ( Koopmeiners) Weghorst 90+11e | (0 - 1, 2 - 2, 2 - 2) | 35e Molina (Messi ) · 73e (pen.) Messi               | Spectateurs : 88 235 Arbitrage : Antonio Mateu Lahoz Arbitre vidéo : Alejandro Hernández | Spectateurs : 88 235 Arbitrage : Antonio Mateu Lahoz Arbitre vidéo : Alejandro Hernández |
| 9 décembre 2022 22h00 (UTC+3) | Rapport                                                   |                       |                                                      | Spectateurs : 88 235 Arbitrage : Antonio Mateu Lahoz Arbitre vidéo : Alejandro Hernández | Spectateurs : 88 235 Arbitrage : Antonio Mateu Lahoz Arbitre vidéo : Alejandro Hernández |
| 9 décembre 2022 22h00 (UTC+3) | van Dijk · Berghuis · Koopmeiners · Weghorst · L. de Jong | Tirs au but 3 - 4     | Messi · Paredes · Montiel · Fernández · La. Martínez | Spectateurs : 88 235 Arbitrage : Antonio Mateu Lahoz Arbitre vidéo : Alejandro Hernández | Spectateurs : 88 235 Arbitrage : Antonio Mateu Lahoz Arbitre vidéo : Alejandro Hernández |

| Pays-Bas | Argentine |

| PAYS-BAS :      |    |                  |                |      |
|                 |    |                  |                |      |
| Gardien de but  | 23 | Andries Noppert  |                |      |
|                 | 05 | Nathan Aké       |                |      |
|                 | 04 | Virgil van Dijk  | 90e            |      |
|                 | 02 | Jurriën Timber   | 43e            |      |
|                 | 17 | Daley Blind      |                | 64e  |
|                 | 21 | Frenkie de Jong  |                |      |
|                 | 15 | Marten de Roon   |                | 46e  |
|                 | 22 | Denzel Dumfries  | 120+8e, 120+9e |      |
|                 | 10 | Memphis Depay    | 76e            | 78e  |
|                 | 07 | Steven Bergwijn  | 91e            | 46e  |
|                 | 08 | Cody Gakpo       |                | 113e |
| Remplaçants :   |    |                  |                |      |
|                 | 11 | Steven Berghuis  | 88e            | 46e  |
|                 | 20 | Teun Koopmeiners |                | 46e  |
|                 | 09 | Luuk de Jong     |                | 64e  |
|                 | 19 | Wout Weghorst    | 45+2e          | 78e  |
|                 | 12 | Noa Lang         | 120+9e         | 113e |
| Sélectionneur : |    |                  |                |      |
| Louis van Gaal  |    |                  |                |      |

| ARGENTINE :        |    |                     |        |      |
|                    |    |                     |        |      |
| Gardien de but     | 23 | Emiliano Martínez   |        |      |
|                    | 25 | Lisandro Martínez   | 76e    | 112e |
|                    | 19 | Nicolás Otamendi    | 90+12e |      |
|                    | 13 | Cristian Romero     | 45e    | 78e  |
|                    | 08 | Marcos Acuña        | 43e    | 78e  |
|                    | 20 | Alexis Mac Allister |        |      |
|                    | 24 | Enzo Fernández      |        |      |
|                    | 07 | Rodrigo De Paul     |        | 67e  |
|                    | 26 | Nahuel Molina       |        | 106e |
|                    | 09 | Julián Álvarez      |        | 82e  |
|                    | 10 | Lionel Messi        | 90+10e |      |
| Remplaçants :      |    |                     |        |      |
|                    | 05 | Leandro Paredes     | 89e    | 67e  |
|                    | 03 | Nicolás Tagliafico  |        | 78e  |
|                    | 06 | Germán Pezzella     | 112e   | 78e  |
|                    | 22 | Lautaro Martínez    |        | 82e  |
|                    | 04 | Gonzalo Montiel     | 109e   | 106e |
|                    | 11 | Ángel Di María      |        | 112e |
| Sélectionneur :    |    |                     |        |      |
| Lionel Scaloni 90e |    |                     |        |      |

| Assistants : Pau Cebrián Devís Roberto Díaz Pérez del Palomar Quatrième arbitre : Victor Gomes Assistants arbitre vidéo : Drew Fischer Alessandro Giallatini Julio Bascuñán Homme du Match : Lionel Messi |

### Demi-finale

#### Argentine - Croatie
| Match 61                       | Argentine                                             | 3 - 0   | Croatie | Stade de Lusail, Lusail                                                             |                                                                                     |
| 13 décembre 2022 22h00 (UTC+3) | Messi 34e (pen.) · Álvarez 39e · ( Messi) Álvarez 69e | (2 - 0) |         | Spectateurs : 88 966 Arbitrage : Daniele Orsato Arbitre vidéo : Massimiliano Irrati | Spectateurs : 88 966 Arbitrage : Daniele Orsato Arbitre vidéo : Massimiliano Irrati |
| 13 décembre 2022 22h00 (UTC+3) | Rapport                                               |         |         | Spectateurs : 88 966 Arbitrage : Daniele Orsato Arbitre vidéo : Massimiliano Irrati | Spectateurs : 88 966 Arbitrage : Daniele Orsato Arbitre vidéo : Massimiliano Irrati |

| Argentine | Croatie |

| ARGENTINE :     |    |                     |     |     |
|                 |    |                     |     |     |
| Gardien de but  | 23 | Emiliano Martínez   |     |     |
|                 | 03 | Nicolás Tagliafico  |     |     |
|                 | 19 | Nicolás Otamendi    | 71e |     |
|                 | 13 | Cristian Romero     | 68e |     |
|                 | 26 | Nahuel Molina       |     | 86e |
|                 | 20 | Alexis Mac Allister |     | 86e |
|                 | 05 | Leandro Paredes     |     | 62e |
|                 | 24 | Enzo Fernández      |     |     |
|                 | 07 | Rodrigo De Paul     |     | 74e |
|                 | 09 | Julián Álvarez      |     | 74e |
|                 | 10 | Lionel Messi        |     |     |
| Remplaçants :   |    |                     |     |     |
|                 | 25 | Lisandro Martínez   |     | 62e |
|                 | 14 | Exequiel Palacios   |     | 74e |
|                 | 21 | Paulo Dybala        |     | 74e |
|                 | 15 | Ángel Correa        |     | 86e |
|                 | 02 | Juan Foyth          |     | 86e |
| Sélectionneur : |    |                     |     |     |
| Lionel Scaloni  |    |                     |     |     |

| CROATIE :       |    |                   |     |     |
|                 |    |                   |     |     |
| Gardien de but  | 01 | Dominik Livaković | 32e |     |
|                 | 19 | Borna Sosa        |     | 46e |
|                 | 20 | Joško Gvardiol    |     |     |
|                 | 06 | Dejan Lovren      |     |     |
|                 | 22 | Josip Juranović   |     |     |
|                 | 11 | Marcelo Brozović  |     | 50e |
|                 | 08 | Mateo Kovačić     | 32e |     |
|                 | 10 | Luka Modrić       |     | 81e |
|                 | 04 | Ivan Perišić      |     |     |
|                 | 09 | Andrej Kramarić   |     | 72e |
|                 | 15 | Mario Pašalić     |     | 46e |
| Remplaçants :   |    |                   |     |     |
|                 | 18 | Mislav Oršić      |     | 46e |
|                 | 13 | Nikola Vlašić     |     | 46e |
|                 | 16 | Bruno Petković    |     | 50e |
|                 | 14 | Marko Livaja      |     | 72e |
|                 | 07 | Lovro Majer       |     | 81e |
| Sélectionneur : |    |                   |     |     |
| Zlatko Dalić    |    |                   |     |     |

| Assistants : Ciro Carbone Alessandro Giallatini Quatrième arbitre : Mohammed Abdulla Hassan Mohamed Assistants arbitre vidéo : Paolo Valeri Kathryn Nesbitt Juan Soto Homme du Match : Lionel Messi |

Lors de cette demi-finale, Lionel Messi bat plusieurs records. Il devient ainsi le joueur qui est apparu le plus souvent en Coupe du monde (25 fois) et le meilleur buteur de l'équipe d'Argentine en Coupe du monde (11 buts).

### Finale

#### Argentine - France
| Match 64                                                     | Argentine                                                    | 3 - 3 a. p.           | France                                                        | Stade de Lusail, Lusail                                                              |                                                                                      |
| 18 décembre 2022 · 18h00 (UTC+3) · Historique des rencontres | Messi 23e (pen.) · ( Mac Allister) Di María 36e · Messi 108e | (2 - 0, 2 - 2, 2 - 2) | 80e (pen.) Mbappé · 81e Mbappé (Thuram ) · 118e (pen.) Mbappé | Spectateurs : 88 966 Arbitrage : Szymon Marciniak Arbitre vidéo : Tomasz Kwiatkowski | Spectateurs : 88 966 Arbitrage : Szymon Marciniak Arbitre vidéo : Tomasz Kwiatkowski |
| 18 décembre 2022 · 18h00 (UTC+3) · Historique des rencontres | Rapport                                                      |                       |                                                               | Spectateurs : 88 966 Arbitrage : Szymon Marciniak Arbitre vidéo : Tomasz Kwiatkowski | Spectateurs : 88 966 Arbitrage : Szymon Marciniak Arbitre vidéo : Tomasz Kwiatkowski |
| 18 décembre 2022 · 18h00 (UTC+3) · Historique des rencontres | Messi · Dybala · Paredes · Montiel                           | Tirs au but 4 - 2     | Mbappé · Coman · Tchouaméni · Kolo Muani                      | Spectateurs : 88 966 Arbitrage : Szymon Marciniak Arbitre vidéo : Tomasz Kwiatkowski | Spectateurs : 88 966 Arbitrage : Szymon Marciniak Arbitre vidéo : Tomasz Kwiatkowski |

| Argentine | France |

| ARGENTINE :     |    |                     |        |        |
|                 |    |                     |        |        |
| Gardien de but  | 23 | Emiliano Martínez   | 120+5e |        |
|                 | 03 | Nicolás Tagliafico  |        | 120+1e |
|                 | 19 | Nicolás Otamendi    |        |        |
|                 | 13 | Cristian Romero     |        |        |
|                 | 26 | Nahuel Molina       |        | 90e    |
|                 | 20 | Alexis Mac Allister |        | 116e   |
|                 | 24 | Enzo Fernández      | 45+7e  |        |
|                 | 07 | Rodrigo De Paul     |        | 102e   |
|                 | 11 | Ángel Di María      |        | 64e    |
|                 | 09 | Julián Álvarez      |        | 103e   |
|                 | 10 | Lionel Messi        |        |        |
| Remplaçants :   |    |                     |        |        |
|                 | 08 | Marcos Acuña        | 90+8e  | 64e    |
|                 | 04 | Gonzalo Montiel     | 116e   | 90e    |
|                 | 05 | Leandro Paredes     | 114e   | 102e   |
|                 | 22 | Lautaro Martínez    |        | 103e   |
|                 | 06 | Germán Pezzella     |        | 116e   |
|                 | 21 | Paulo Dybala        |        | 120+1e |
| Sélectionneur : |    |                     |        |        |
| Lionel Scaloni  |    |                     |        |        |

| FRANCE :         |    |                     |       |        |
|                  |    |                     |       |        |
| Gardien de but   | 01 | Hugo Lloris         |       |        |
|                  | 22 | Théo Hernandez      |       | 71e    |
|                  | 18 | Dayot Upamecano     |       |        |
|                  | 04 | Raphaël Varane      |       | 113e   |
|                  | 05 | Jules Koundé        |       | 120+1e |
|                  | 08 | Aurélien Tchouaméni |       |        |
|                  | 14 | Adrien Rabiot       | 55e   | 96e    |
|                  | 07 | Antoine Griezmann   |       | 71e    |
|                  | 10 | Kylian Mbappé       |       |        |
|                  | 09 | Olivier Giroud      | 90+5e | 41e    |
|                  | 11 | Ousmane Dembélé     |       | 41e    |
| Remplaçants :    |    |                     |       |        |
|                  | 12 | Randal Kolo Muani   |       | 41e    |
|                  | 26 | Marcus Thuram       | 87e   | 41e    |
|                  | 20 | Kingsley Coman      |       | 71e    |
|                  | 25 | Eduardo Camavinga   |       | 71e    |
|                  | 13 | Youssouf Fofana     |       | 96e    |
|                  | 24 | Ibrahima Konaté     |       | 113e   |
|                  | 03 | Axel Disasi         |       | 120+1e |
| Sélectionneur :  |    |                     |       |        |
| Didier Deschamps |    |                     |       |        |

| Assistants : Pawel Sokolnicki Tomasz Listkiewicz Quatrième arbitre : Ismail Elfath Cinquième arbitre : Kathryn Nesbitt Assistants arbitre vidéo : Juan Soto Kyle Atkins Fernando Guerrero Arbitre assistant vidéo de réserve : Bastian Dankert Arbitre assistant vidéo assistant de réserve : Corey Parker Homme du Match : Lionel Messi |

## Statistiques

### Temps de jeu
| Joueur              |          |          |          |          |          |          |          | TT       | But inscrit | Passe décisive | MJ       | MT       | Légende |
| ------------------- | -------- | -------- | -------- | -------- | -------- | -------- | -------- | -------- | ----------- | -------------- | -------- | -------- | --- |
| Gardiens            | Gardiens | Gardiens | Gardiens | Gardiens | Gardiens | Gardiens | Gardiens | Gardiens | Gardiens    | Gardiens       | Gardiens | Gardiens | Abréviations et symboles : · TT : Total de minutes jouées · MJ : Nombre de matchs joués · MT : Matchs joués en tant que titulaire · : but · : passe décisive · : joueur entré · : joueur remplacé · : capitaine · : carton jaune · : carton rouge · |
| Franco Armani       | -        | -        | -        | -        | -        | -        | -        | -        | -           | -              | -        | -        | Abréviations et symboles : · TT : Total de minutes jouées · MJ : Nombre de matchs joués · MT : Matchs joués en tant que titulaire · : but · : passe décisive · : joueur entré · : joueur remplacé · : capitaine · : carton jaune · : carton rouge · |
| Emiliano Martínez   | 90       | 90       | 90       | 90       | 120      | 90       | 120      | 690      | -           | -              | 7        | 7        | Abréviations et symboles : · TT : Total de minutes jouées · MJ : Nombre de matchs joués · MT : Matchs joués en tant que titulaire · : but · : passe décisive · : joueur entré · : joueur remplacé · : capitaine · : carton jaune · : carton rouge · |
| Gerónimo Rulli      | -        | -        | -        | -        | -        | -        | -        | -        | -           | -              | -        | -        | Abréviations et symboles : · TT : Total de minutes jouées · MJ : Nombre de matchs joués · MT : Matchs joués en tant que titulaire · : but · : passe décisive · : joueur entré · : joueur remplacé · : capitaine · : carton jaune · : carton rouge · |
| Défenseurs          |          |          |          |          |          |          |          |          |             |                |          |          | Abréviations et symboles : · TT : Total de minutes jouées · MJ : Nombre de matchs joués · MT : Matchs joués en tant que titulaire · : but · : passe décisive · : joueur entré · : joueur remplacé · : capitaine · : carton jaune · : carton rouge · |
| Marcos Acuña        | 19       | 90       | 59       | 71       | 78       | -        | 56       | 373      | -           | -              | 6        | 4        | Abréviations et symboles : · TT : Total de minutes jouées · MJ : Nombre de matchs joués · MT : Matchs joués en tant que titulaire · : but · : passe décisive · : joueur entré · : joueur remplacé · : capitaine · : carton jaune · : carton rouge · |
| Juan Foyth          | -        | -        | -        | -        | -        | 4        | -        | 4        | -           | -              | 1        | 0        | Abréviations et symboles : · TT : Total de minutes jouées · MJ : Nombre de matchs joués · MT : Matchs joués en tant que titulaire · : but · : passe décisive · : joueur entré · : joueur remplacé · : capitaine · : carton jaune · : carton rouge · |
| Gonzalo Montiel     | -        | 63       | -        | 10       | 14       | -        | 30       | 117      | -           | -              | 4        | 1        | Abréviations et symboles : · TT : Total de minutes jouées · MJ : Nombre de matchs joués · MT : Matchs joués en tant que titulaire · : but · : passe décisive · : joueur entré · : joueur remplacé · : capitaine · : carton jaune · : carton rouge · |
| Nahuel Molina       | 90       | 27       | 90       | 80       | 106      | 86       | 90       | 569      | 1           | 1              | 7        | 6        | Abréviations et symboles : · TT : Total de minutes jouées · MJ : Nombre de matchs joués · MT : Matchs joués en tant que titulaire · : but · : passe décisive · : joueur entré · : joueur remplacé · : capitaine · : carton jaune · : carton rouge · |
| Lisandro Martínez   | 31       | 90       | -        | 40       | 112      | 28       | -        | 301      | -           | -              | 5        | 2        | Abréviations et symboles : · TT : Total de minutes jouées · MJ : Nombre de matchs joués · MT : Matchs joués en tant que titulaire · : but · : passe décisive · : joueur entré · : joueur remplacé · : capitaine · : carton jaune · : carton rouge · |
| Nicolás Otamendi    | 90       | 90       | 90       | 90       | 120      | 90       | 120      | 690      | -           | 1              | 7        | 7        | Abréviations et symboles : · TT : Total de minutes jouées · MJ : Nombre de matchs joués · MT : Matchs joués en tant que titulaire · : but · : passe décisive · : joueur entré · : joueur remplacé · : capitaine · : carton jaune · : carton rouge · |
| Germán Pezzella     | -        | -        | 11       | -        | 42       | -        | 4        | 57       | -           | -              | 3        | 0        | Abréviations et symboles : · TT : Total de minutes jouées · MJ : Nombre de matchs joués · MT : Matchs joués en tant que titulaire · : but · : passe décisive · : joueur entré · : joueur remplacé · : capitaine · : carton jaune · : carton rouge · |
| Cristian Romero     | 59       | 21       | 90       | 90       | 78       | 90       | 120      | 548      | -           | -              | 7        | 6        | Abréviations et symboles : · TT : Total de minutes jouées · MJ : Nombre de matchs joués · MT : Matchs joués en tant que titulaire · : but · : passe décisive · : joueur entré · : joueur remplacé · : capitaine · : carton jaune · : carton rouge · |
| Nicolás Tagliafico  | 71       | -        | 31       | 19       | 42       | 90       | 120      | 373      | -           | -              | 6        | 3        | Abréviations et symboles : · TT : Total de minutes jouées · MJ : Nombre de matchs joués · MT : Matchs joués en tant que titulaire · : but · : passe décisive · : joueur entré · : joueur remplacé · : capitaine · : carton jaune · : carton rouge · |
| Milieux             |          |          |          |          |          |          |          |          |             |                |          |          | Abréviations et symboles : · TT : Total de minutes jouées · MJ : Nombre de matchs joués · MT : Matchs joués en tant que titulaire · : but · : passe décisive · : joueur entré · : joueur remplacé · : capitaine · : carton jaune · : carton rouge · |
| Thiago Almada       | -        | -        | 7        | -        | -        | -        | -        | 7        | -           | -              | 1        | 0        | Abréviations et symboles : · TT : Total de minutes jouées · MJ : Nombre de matchs joués · MT : Matchs joués en tant que titulaire · : but · : passe décisive · : joueur entré · : joueur remplacé · : capitaine · : carton jaune · : carton rouge · |
| Rodrigo De Paul     | 90       | 90       | 90       | 90       | 67       | 74       | 102      | 603      | -           | -              | 7        | 7        | Abréviations et symboles : · TT : Total de minutes jouées · MJ : Nombre de matchs joués · MT : Matchs joués en tant que titulaire · : but · : passe décisive · : joueur entré · : joueur remplacé · : capitaine · : carton jaune · : carton rouge · |
| Enzo Fernández      | 31       | 33       | 79       | 90       | 120      | 90       | 120      | 563      | 1           | 1              | 7        | 5        | Abréviations et symboles : · TT : Total de minutes jouées · MJ : Nombre de matchs joués · MT : Matchs joués en tant que titulaire · : but · : passe décisive · : joueur entré · : joueur remplacé · : capitaine · : carton jaune · : carton rouge · |
| Papu Gómez          | 59       | -        | -        | 50       | -        | -        | -        | 109      | -           | -              | 2        | 2        | Abréviations et symboles : · TT : Total de minutes jouées · MJ : Nombre de matchs joués · MT : Matchs joués en tant que titulaire · : but · : passe décisive · : joueur entré · : joueur remplacé · : capitaine · : carton jaune · : carton rouge · |
| Alexis Mac Allister | -        | 69       | 83       | 80       | 120      | 86       | 116      | 554      | 1           | 1              | 6        | 6        | Abréviations et symboles : · TT : Total de minutes jouées · MJ : Nombre de matchs joués · MT : Matchs joués en tant que titulaire · : but · : passe décisive · : joueur entré · : joueur remplacé · : capitaine · : carton jaune · : carton rouge · |
| Exequiel Palacios   | -        | 21       | -        | 10       | -        | 16       | -        | 47       | -           | -              | 3        | 0        | Abréviations et symboles : · TT : Total de minutes jouées · MJ : Nombre de matchs joués · MT : Matchs joués en tant que titulaire · : but · : passe décisive · : joueur entré · : joueur remplacé · : capitaine · : carton jaune · : carton rouge · |
| Leandro Paredes     | 59       | -        | 31       | -        | 53       | 62       | 28       | 233      | -           | -              | 5        | 2        | Abréviations et symboles : · TT : Total de minutes jouées · MJ : Nombre de matchs joués · MT : Matchs joués en tant que titulaire · : but · : passe décisive · : joueur entré · : joueur remplacé · : capitaine · : carton jaune · : carton rouge · |
| Guido Rodríguez     | -        | 57       | -        | -        | -        | -        | -        | 57       | -           | -              | 1        | 1        | Abréviations et symboles : · TT : Total de minutes jouées · MJ : Nombre de matchs joués · MT : Matchs joués en tant que titulaire · : but · : passe décisive · : joueur entré · : joueur remplacé · : capitaine · : carton jaune · : carton rouge · |
| Attaquants          |          |          |          |          |          |          |          |          |             |                |          |          | Abréviations et symboles : · TT : Total de minutes jouées · MJ : Nombre de matchs joués · MT : Matchs joués en tant que titulaire · : but · : passe décisive · : joueur entré · : joueur remplacé · : capitaine · : carton jaune · : carton rouge · |
| Julián Álvarez      | 31       | 27       | 79       | 71       | 82       | 74       | 103      | 467      | 4           | -              | 7        | 5        | Abréviations et symboles : · TT : Total de minutes jouées · MJ : Nombre de matchs joués · MT : Matchs joués en tant que titulaire · : but · : passe décisive · : joueur entré · : joueur remplacé · : capitaine · : carton jaune · : carton rouge · |
| Ángel Correa        | -        | -        | -        | -        | -        | 4        | -        | 4        | -           | -              | 1        | 0        | Abréviations et symboles : · TT : Total de minutes jouées · MJ : Nombre de matchs joués · MT : Matchs joués en tant que titulaire · : but · : passe décisive · : joueur entré · : joueur remplacé · : capitaine · : carton jaune · : carton rouge · |
| Ángel Di María      | 90       | 69       | 59       | -        | 8        | -        | 64       | 290      | 1           | 1              | 5        | 4        | Abréviations et symboles : · TT : Total de minutes jouées · MJ : Nombre de matchs joués · MT : Matchs joués en tant que titulaire · : but · : passe décisive · : joueur entré · : joueur remplacé · : capitaine · : carton jaune · : carton rouge · |
| Paulo Dybala        | -        | -        | -        | -        | -        | 16       | 0        | 16       | -           | -              | 2        | 0        | Abréviations et symboles : · TT : Total de minutes jouées · MJ : Nombre de matchs joués · MT : Matchs joués en tant que titulaire · : but · : passe décisive · : joueur entré · : joueur remplacé · : capitaine · : carton jaune · : carton rouge · |
| Lautaro Martínez    | 90       | 63       | 11       | 19       | 48       | -        | 17       | 248      | -           | -              | 6        | 2        | Abréviations et symboles : · TT : Total de minutes jouées · MJ : Nombre de matchs joués · MT : Matchs joués en tant que titulaire · : but · : passe décisive · : joueur entré · : joueur remplacé · : capitaine · : carton jaune · : carton rouge · |
| Lionel Messi        | 90       | 90       | 90       | 90       | 120      | 90       | 120      | 690      | 7           | 3              | 7        | 7        | Abréviations et symboles : · TT : Total de minutes jouées · MJ : Nombre de matchs joués · MT : Matchs joués en tant que titulaire · : but · : passe décisive · : joueur entré · : joueur remplacé · : capitaine · : carton jaune · : carton rouge · |
| Total               |          |          |          |          |          |          |          |          |             |                |          |          | Abréviations et symboles : · TT : Total de minutes jouées · MJ : Nombre de matchs joués · MT : Matchs joués en tant que titulaire · : but · : passe décisive · : joueur entré · : joueur remplacé · : capitaine · : carton jaune · : carton rouge · |
| Équipe d'Argentine  | 90       | 90       | 90       | 90       | 120      | 90       | 120      | 690      | 15          | 8              | 7        |          | Abréviations et symboles : · TT : Total de minutes jouées · MJ : Nombre de matchs joués · MT : Matchs joués en tant que titulaire · : but · : passe décisive · : joueur entré · : joueur remplacé · : capitaine · : carton jaune · : carton rouge · |

| Buts | Joueurs             | Adversaires                                                        |
| ---- | ------------------- | ------------------------------------------------------------------ |
| 7    | Lionel Messi        | Arabie saoudite, Mexique, Australie, Pays-Bas, Croatie, France (2) |
| 4    | Julián Álvarez      | Pologne, Australie, Croatie (2)                                    |
| 1    | Ángel Di María      | France                                                             |
| 1    | Enzo Fernández      | Mexique                                                            |
| 1    | Alexis Mac Allister | Pologne                                                            |
| 1    | Nahuel Molina       | Pays-Bas                                                           |

| Passes | Joueurs             | Adversaires                |
| ------ | ------------------- | -------------------------- |
| 3      | Lionel Messi        | Mexique, Pays-Bas, Croatie |
| 1      | Ángel Di María      | Mexique                    |
| 1      | Enzo Fernández      | Pologne                    |
| 1      | Alexis Mac Allister | France                     |
| 1      | Nahuel Molina       | Pologne                    |
| 1      | Nicolás Otamendi    | Australie                  |